# 蕭速撒
蕭速撒（11世纪—1077年），遼朝（契丹）軍人、政治人物，字禿魯菫，契丹突呂不部出身。
重熙年間，累進右護衛太保。蒲奴里反遼，他在耶律義先属下攻打蒲奴里，擒获首長陶得里凱旋。清寧年間，历任北面林牙、彰国軍節度使，召還为北院枢密副使。咸雍十年（1074年），经略西南边境，裁撤北宋堡障，镇守皮室軍。
太康二年（1076年），知北院枢密使事。耶律乙辛在朝廷权势方盛，追从者多居显位，蕭速撒未尝依附耶律乙辛。耶律乙辛憎恨萧速撒，太康三年（1077年）五月，誣告蕭速撒是废黜辽道宗的首謀者。調査没有证据，萧速撒出为上京留守。六月，耶律乙辛再派蕭訛都斡以前事诬告萧速撒。道宗大怒，不加讯問，派人殺萧速撒。当时盛暑，尸体在原野，容色不变，乌鹊不敢近。乾统年间，追封兰陵郡王，绘像宜福殿。

## 延伸阅读
[在维基数据编辑]
 《遼史·卷99》，出自脱脱《遼史》